# Great Longstone
Great Longstone est une paroisse civile et un village du Derbyshire, en Angleterre.